# Лефаја (Муреш)
Лефаја (рум. Lefaia) насеље је у Румунији у округу Муреш у општини Крајешти. Oпштина се налази на надморској висини од 468 m.

## Становништво
Према подацима из 2002. године у насељу је живело 79 становника, од којих су сви румунске националности.